# Tirídates III
Tirídates ou Tiridates III (em armênio: Տրդատ; romaniz.: Trdat), conhecido como o Grande, foi um rei da Armênia arsácida de 298 até sua morte em 330.
Era filho de Cosroes II, e durante seu reinado Gregório, o Iluminador pregou o cristianismo na Reino da Armênia. Em 301/303, Tirídates proclamou o Cristianismo a religião oficial na Armênia, fazendo com que este país tenha sido a primeira nação oficialmente cristã do mundo.

## Nome
Tiridates (Τιριδάτης, Tiridátēs) é a forma latina do armênio Terdate (Տրդատ, Trdat), que derivou do persa antigo Tiridata (*Tiridata-), "dado/criado por Tir". Foi registrado em grego como Terdates (Τηρδὰτης, Tērdàtēs), Teridates (Τηριδάτης, Tēridátēs), Teridácio (Τηριδάτιος, Tēridátios) e Tiridácio (Τιριδάτιος, Tiridátios).

## Biografia
Seu pai, que ascendeu ao trono da Armênia em 261, e que é chamado de Cosroes (Khosrov), considerado, provavelmente de forma incorreta, como o irmão mais novo de Tirídates II, teve seu reino atribulado pelo Império Sassânida e por Palmira. Cosroes se apegou ao trono e Sapor, o rei da Pérsia, enviou Anaco, que o assassinou. O rei deixou um filho criança, que foi levado ao território romano.
Segundo a lenda, o príncipe Tirídates (Trdat) cresceu na Ásia Menor romana. Ele era de elevada estatura, belas feições, porte atlético e tinha fama de ter uma força hercúlea. Ele também era bem dotado intelectualmente, conhecedor da literatura grega e da filosofia.
Foi através de seu amigo Caio Flávio Licínio, que mais tarde se tornaria o imperador romano Licínio, que Diocleciano tomou conhecimento de Tirídates. Em 287, dois anos depois de se tornar imperador, Diocleciano enviou Tirídates, com uma escolta romana, para se tornar rei da Armênia. Então com vinte anos de idade, ele foi reconhecido como herdeiro da dinastia arsácida. Seu reinado, porém, não foi tranquilo: Narses, o sucessor de Sapor, atacou-o em 294, e ele teve que se refugiar em território romano.
Durante a guerra romano-persa seguinte, Tirídates lutou nas legiões romanas, e quase foi capturado, escapando ao atravessar o Eufrates a nado, mesmo com o peso da armadura. Galério invadiu a Armênia, enquanto Diocleciano segurava a passagem do Eufrates, e Narses foi derrotado. Com a derrota, Narses foi obrigado a devolver à Armênia, em 297, as cinco províncias que Sapor havia tomado: Arzanena, Moxoena, Zabdiena, Rimena e Gordiena.
Um período de paz se seguiu. Diocleciano garantiu a autonomia da Armênia diante do Império Sassânida, e as incursões das tribos do Cáucaso cessaram após o casamento de Tirídates com a princesa Asiquena, filha de Axídares, rei dos alanos.
No início do seu reinado, Tirídates via os cristãos da mesma forma que seus mentores romanos: como perturbadores da ordem social. Gregório, um pregador que havia feito várias conversões, foi preso e encarcerado em Artaxata, onde foi tratado com crueldade. Gregório era filho de Anaco, que havia vindo da Pérsia com o pretexto de fugir da tirania sassânida, mas estava a mando de Sapor. Anaco havia assassinado o pai de Tirídates que, em seu leito de morte, havia ordenado o extermínio da família de Anaco, da qual apenas Gregório havia escapado.
Durante a perseguição aos cristãos de 303, promovida por Diocleciano, duas mulheres, Ripsima e Gaiana, que haviam auxiliado Gregório, fugiram para o território armênio. Tirídates, vendo a beleza de Ripsima, chamou-a ao palácio e quis se casar com ela. Quando ela se recusou, foi executada, junto de suas companheiras. Por este crime, Tirídates foi amaldiçoado com uma doença, que o forçou a se esconder do público. Sua irmã, a princesa Cosroviducte, sugeriu que ele poderia recorrer às orações de um homem que estava preso, Gregório. Depois de apelar para os melhores médicos e todos os deuses ancestrais, Tirídates cedeu, chamou Gregório, e foi por este curado.
Tirídates, e a sua corte, se convertem ao cristianismo. O rei foi batizado em 301/3, antes da conversão de Constantino, fazendo da Armênia a primeira nação a adotar o cristianismo.
Tirídates foi assassinado, a mando do rei da Pérsia, porque este estava preocupado com o fato de Armênia e o Império Romano terem se tornado cristãos. O assassinato, em Acilicena, que tinha por objetivo favorecer a causa do zoroastrismo, teve efeito contrário, e Tirídates foi considerado um mártir, colocado no calendário dos santos armênios.
Ele foi sucedido por seu filho, Cosroes III (r. 330–339).